# Логинова, Ольга Германовна
О́льга Ге́рмановна Ло́гинова (род. 3 февраля 1966, Белорецк, Башкирская АССР) — советская и украинская горнолыжница. Выступала за сборные команды СССР и Украины по горнолыжному спорту в 1980-х и 1990-х годах, чемпионка советского национального первенства, участница зимних Олимпийских игр в Лиллехаммере. Мастер спорта СССР.

## Биография
Ольга Логинова родилась 3 февраля 1966 года в городе Белорецке Башкирской АССР. Проходила подготовку в белорецкой Специализированной детско-юношеской школе олимпийского резерва по горнолыжному спорту, состояла в добровольном спортивном обществе «Спартак».
В 1980-х годах входила в число сильнейших горнолыжниц Советского Союза, в частности пять раз становилась чемпионкой СССР в различных горнолыжных дисциплинах: трижды в слаломе (1983, 1986, 1988), один раз в двоеборье (1987) и один раз в гигантском слаломе (1990). Входила в состав советской национальной сборной, выступала на этапах Кубка мира. Побывала на чемпионате мира среди юниоров в итальянском Сестриере, где финишировала в слаломе четырнадцатой. Выполнила норматив мастера спорта СССР по горнолыжному спорту.
После распада СССР Логинова приняла украинское гражданство и вошла в основной состав национальной сборной Украины. Благодаря череде удачных выступлений она удостоилась права защищать честь страны на зимних Олимпийских играх 1994 года в Лиллехаммере — стартовала здесь во всех пяти женских дисциплинах: заняла 37-е место в скоростном спуске, 40-е место в супергиганте, 18-е место в комбинации, тогда как в слаломе была дисквалифицирована, а в гигантском слаломе сошла с дистанции.
Впоследствии оставалась действующей спортсменкой вплоть до 1996 года, ещё несколько раз представляла украинскую команду на этапах Кубка мира и Кубка Европы, активно участвовала в студенческих университетских соревнованиях и национальных первенствах.